# Eliteserien (Dänemark) 1986/87
Die Saison 1986/87 war die zweite Spielzeit der Eliteserien, der höchsten dänischen Eishockeyspielklasse. Meister wurde zum insgesamt dritten Mal in der Vereinsgeschichte der Herning IK. Der Vojens IK stieg in die zweite Liga ab.

## Modus
In der Hauptrunde absolvierte jede der sieben Mannschaften insgesamt 24 Spiele. Die vier bestplatzierten Mannschaften qualifizierten sich für die Finalrunde, in der der Meister ausgespielt wurde. Der Letztplatzierte stieg in die zweite Liga ab. Für einen Sieg erhielt jede Mannschaft zwei Punkte, bei einem Unentschieden gab es einen Punkt und bei einer Niederlage null Punkte.

## Hauptrunde

### Tabelle
|    | Klub                      | Sp | S  | U | N  | T   | GT  | Punkte |
| -- | ------------------------- | -- | -- | - | -- | --- | --- | ------ |
| 1. | Herning IK                | 24 | 13 | 4 | 7  | 128 | 89  | 30     |
| 2. | AaB Ishockey              | 24 | 14 | 2 | 8  | 103 | 94  | 30     |
| 3. | Rødovre Mighty Bulls      | 24 | 11 | 7 | 6  | 89  | 84  | 29     |
| 4. | Frederikshavn White Hawks | 24 | 11 | 6 | 7  | 111 | 91  | 28     |
| 5. | Esbjerg IK                | 24 | 13 | 0 | 11 | 116 | 105 | 26     |
| 6. | Herlev Hornets            | 24 | 6  | 4 | 14 | 81  | 115 | 16     |
| 7. | Vojens IK                 | 24 | 3  | 3 | 18 | 78  | 128 | 9      |

Sp = Spiele, S = Siege, U = Unentschieden, N = Niederlagen

## Finalrunde
In den Finalrunde setzten sich der Herning IK durch und wurde Meister.